# Hannie Terpstra
Johanna Wilhelmina (Hannie) Terpstra (Leiden, 12 mei 1929 - Marknesse, 28 december 2022) was een Nederlandse kunstenaar.
Ze was dochter van tandarts Anne Gerardus Johannes Terpstra en Alida Martina Cramer, wonende aan de Hooigracht 34a in Leiden.
Ze bracht haar middelbare school door op de Hogere Burgerschool voor meisjes. Ze studeerde af aan het Amsterdamse Instituut voor Kunstnijverheidsonderwijs, later Gerrit Rietveld Academie genaamd. Ze was tekenaar, beeldhouwer en keramist. Ze had haar focus op keramiek en schilderijen van dieren. Ze heeft 25 jaar lesgegeven aan d'Witte Leli te Amsterdam in keramiek en plastische vormen. Ze woonde toen ook in Amsterdam. Verder heeft ze geëxposeerd in het Stedelijk Museum Amsterdam, Kapelhuis Amersfoort, Galerie de Tor in Amsterdam en Galerij de Ark in Boxtel.
Er is een boekje uitgebracht met haar schilderijen van apen genaamd Aap, ontworpen door Eliane Beyer van het ontwerpbureau Joseph Plateau.